# Fernmeldeturm Sibbesse
Der Fernmeldeturm Sibbesse bei Bad Salzdetfurth im niedersächsischen Landkreis Hildesheim ist ein 1973 von der Deutschen Bundespost auf dem Griesberg (358,9 m ü. NHN), dem höchsten Berg des Hildesheimer Waldes, errichteter Fernmeldeturm. Seinen Namen bekam er aufgrund der benachbarten Gemeinde Sibbesse. Als 128 m hoher Stahlbetonturm (Typenturm FMT 2) dient er dem nichtöffentlichen Richtfunk und versorgt die Region um Hildesheim mit Rundfunkprogrammen.

## Frequenzen und Programme

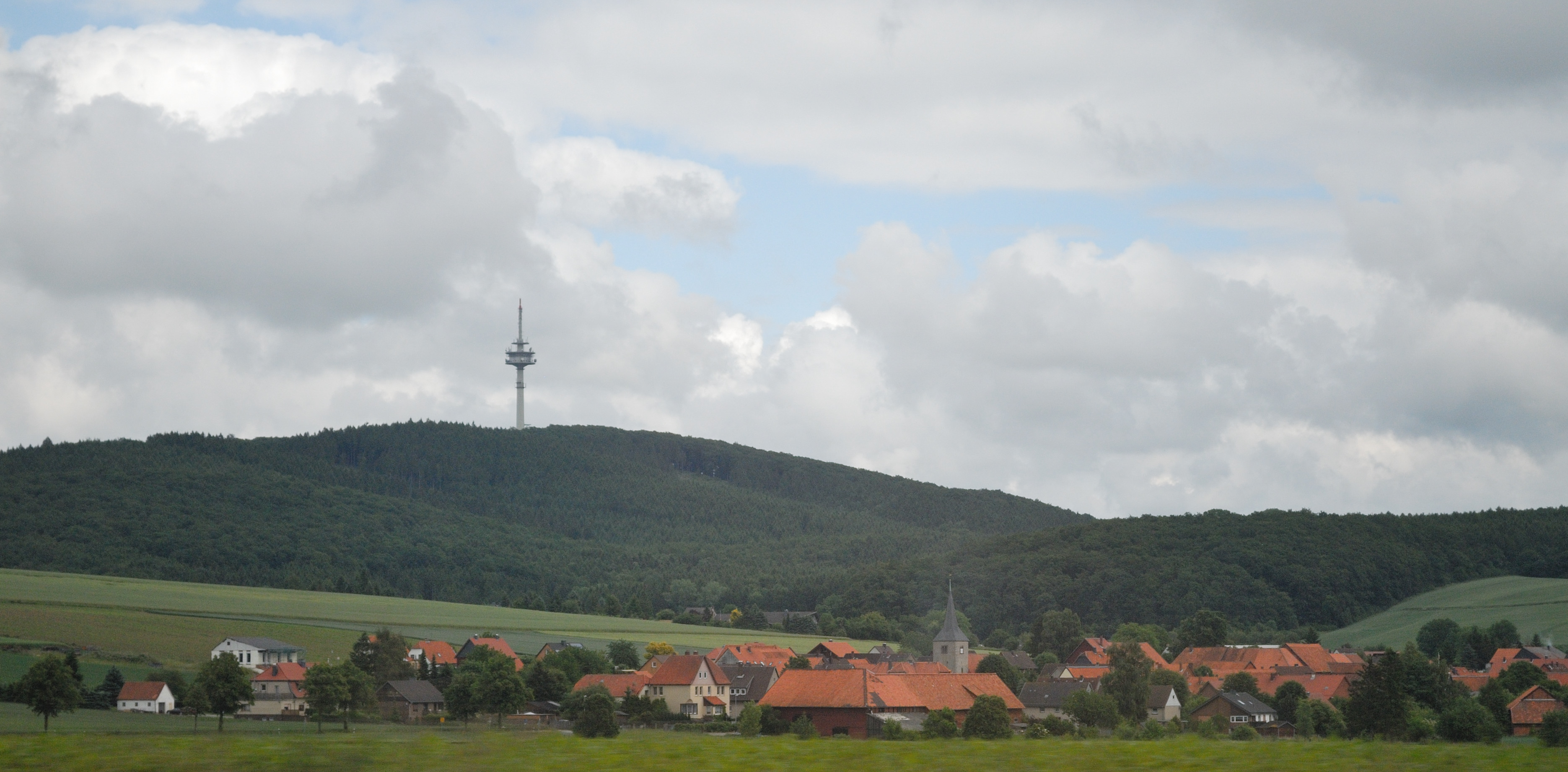
Blick aus einem ICE-Zug über Petze hinweg zum
Griesberg mit dem Fernmeldeturm Sibbesse

### Analoger Hörfunk (UKW)
| Frequenz (MHz) | Programm | RDS PS             | RDS PI | Regionalisierung | ERP (kW) | Antennendiagramm rund (ND)/gerichtet (D) | Polarisation horizontal (H)/vertikal (V) |
| -------------- | -------- | ------------------ | ------ | ---------------- | -------- | ---------------------------------------- | ---------------------------------------- |
| 95,7           | N-Joy    | _N-JOY__/ VOM_NDR_ | D385   | –                | 0,5      | D (330–50°)                              | H                                        |
| 105,8          | Radio 21 | RADIO_21           | D38A   | –                | 1        | D (340–40°)                              | H                                        |

### Digitales Radio (DAB / DAB+)
Digitaler Hörfunk im DAB+-Standard wird seit dem 31. August 2012 in vertikaler Polarisation im Gleichwellennetz (Single Frequency Network) mit anderen Sendern ausgestrahlt. Ergänzend zum ersten bundesweiten Multiplex ist das Programmangebot des Norddeutschen Rundfunks am 10. Juli 2018 und der von Antenne Deutschland betriebene zweite Multiplex am 5. Oktober 2020 hinzugekommen.
| Block                        | Programme (Datendienste) | ERP (kW) | Antennen- diagramm rund (ND)/ gerichtet (D) | Gleichwellennetz (SFN) |
| ---------------------------- | --- | -------- | ------------------------------------------- | --- |
| 5C DR Deutschland (D__00188) | DAB+ Block der Media Broadcast: - Absolut relax (72 kbps) - Dlf (104 kbps) - Dlf Kultur (112 kbps) - Dlf Nova (104 kbps) - DRadio DokDeb (48 kbps) - Energy Digital (72 kbps) - ERF Plus (64 kbps) - Klassik Radio (72 kbps) - Radio Bob (72 kbps) - Radio Horeb (48 kbps) - Radio Schlagerparadies (64 kbps) - Schwarzwaldradio (64 kbps) - sunshine live (72 kbps) - DRadio Daten (32 kbps Daten) - EPG Deutschland (16 kbps Daten) - TPEG (16 kbps Daten) - TPEG_MM (16 kbps Daten) | 2        | ND                                          | - Baden-Württemberg: Aalen, Baden-Baden (Fremersberg), Bad Mergentheim, Blauen, Brandenkopf, Donaueschingen, Feldberg im Schwarzwald, Freiburg (Vogtsburg-Totenkopf), Geislingen (Oberböhringen), Großerlach (Hohe Brach), Heidelberg (Königstuhl), Heilbronn (Schweinsberg), Hochrhein (Rickenbach), Hornisgrinde, Pforzheim (Schömberg-Langenbrand), Raichberg, Ravensburg (Höchsten), Reutlingen, Stuttgart (Frauenkopf), Ulm (Kuhberg) - Bayern: Amberg (Hirschau), Aschaffenburg (Pfaffenberg), Augsburg (Hotelturm), Bad Tölz (Gaißach), Bamberg (Geisberg), Büttelberg, Brotjacklriegel, Dillberg, Grünten, Herzogstand, Hochberg (Traunstein), Hoher Bogen, Inntal (Ebbs), Ingolstadt (Gelbelsee), Kreuzberg/Rhön, Landshut (Altdorf), München (Olympiaturm), Nennslingen (Büchelberg), Nürnberg, Oberammergau, Ochsenkopf, Passau, Pfänder, Pfaffenhofen, Pfarrkirchen, Pfronten, Regensburg (Hohe Linie), Unterringingen, Untersberg, Wendelstein (Bayrischzell), Würzburg (Frankenwarte) - Berlin: Berlin (Alexanderplatz), Berlin (Scholzplatz) - Brandenburg: Bad Belzig, Booßen, Brandenburg/Havel, Calau, Casekow, Cottbus, Eisenhüttenstadt, Petkus, Pritzwalk, Templin - Bremen: Bremen (Walle), Bremerhaven-Schiffdorf - Hamburg: Hamburg (Moorfleet), Hamburg (Heinrich-Hertz-Turm) - Hessen: Bad Hersfeld (Rimberg), Biedenkopf (Sackpfeife), Fulda (Hummelskopf), Frankfurt (Europaturm), Gelnhausen (Schnepfenkopf), Gießen (Dünsberg), Großer Feldberg, Hardberg, Hohe Wurzel, Hoher Meißner, Kassel (Habichtswald), Mainz-Kastel - Mecklenburg-Vorpommern: Garz (Rügen), Güstrow, Malchin, Neubrandenburg-Süd, Rostock (Toitenwinkel), Röbel, Schwerin (Zippendorf-Gr.Dreesch), Torgelow, Wismar/Rüggow, Züssow - Niedersachsen: Aurich-Popens, Braunschweig (Broitzem), Braunschweig (Drachenberg), Cuxhaven-Stadt, Dannenberg, Göttingen (Bovenden-Osterberg), Hannover (Telemax), Lingen, Lüneburg-Neu Wendhausen, Molbergen-Peheim, Osnabrück (Bramsche-Schleptruper Egge), Hildesheim (Sibbesse), Steinkimmen, Uelzen, Visselhövede, Wilhelmshaven - Nordrhein-Westfalen: Aachen (Karlshöhe), Bielefeld (Hünenburg), Bonn (Venusberg), Dortmund (Florianturm), Düsseldorf (Rheinturm), Eggegebirge, Herscheid, Hochsauerland (Hunau), Hürtgenwald-Großhau, Köln (Colonius), Langenberg, Lügde-Rischenau (Köterberg), Minden (Jakobsberg), Münster (Fernmeldeturm), Schöppingen, Siegen-Süd, Wesel - Rheinland-Pfalz: Bad Kreuznach (Schanzenkopf), Bad Marienberg (Westerwald), Bornberg, Daun (Eifel), Edenkoben (Kalmit), Heckenbach-Schöneberg (Ahrweiler), Idar-Oberstein, Kaiserslautern, Kettrichhof, Koblenz (Kühkopf), Trier (Petrisberg) - Saarland: Merzig-Merchingen, Saarbrücken (Schoksberg) - Sachsen: Chemnitz, Dresden, Geyer, Leipzig, Löbau, Neustadt, Oschatz, Schöneck, Zwickau Ost - Sachsen-Anhalt: Brocken, Burg, Dequede, Petersberg, Pettstädt (Weißenfels), Schneidlingen, Wittenberg - Schleswig-Holstein: Bungsberg, Flensburg, Heide, Helgoland, Hennstedt, Kiel (Kronshagen), Lübeck (Stockelsdorf), Schleswig, Niebüll (Süderlügum), Westerland (Sylt) - Thüringen: Bleßberg (Sonneberg), Erfurt-Hochheim, Gera, Inselsberg, Jena (Oßmaritz), Kulpenberg, Saalfeld (Remda), Lobenstein (Sieglitzberg), Weimar (Ettersberg) |
| 5D Antenne DE (D__00364)     | DAB-Block von Antenne Deutschland: - 80s80s (72 kbps) - 90s90s (72 kbps) - Absolut Bella (72 kbps) - Absolut Germany (72 kbps) - Absolut HOT (72 kbps) - Absolut Oldie (72 kbps) - Absolut TOP (72 kbps) - AIDAradio (72 kbps) - Ballermann Radio (72 kbps) - Beats Radio (72 kbps) - Brillux Radio (72 kbps) - Nostalgie (72 kbps) - Oldie Antenne (72 kbps) - RTL Radio (72 kbps) - Rock Antenne (72 kbps) - Toggo Radio (72 kbps)                                                   | 2        | ND                                          | - Bayern: Amberg (Hirschau), Bamberg (Geisberg), Ingolstadt (Gelbelsee), Kreuzberg/Rhön, Nürnberg, Ochsenkopf, Pfaffenhofen, Regensburg (Hohe Linie), Würzburg (Frankenwarte) - Berlin: Berlin (Alexanderplatz), Berlin (Scholzplatz) - Brandenburg: Casekow, Cottbus, Pritzwalk - Bremen: Bremen (Walle) - Hamburg: Hamburg (Heinrich-Hertz-Turm) - Mecklenburg-Vorpommern: Rostock (Toitenwinkel), Schwerin (Zippendorf-Gr.Dreesch), Züssow - Niedersachsen: Braunschweig (Broitzem), Cuxhaven-Stadt, Göttingen (Bovenden-Osterberg), Hannover (Telemax), Hildesheim (Sibbesse/Griesberg), Lüneburg-Neu Wendhausen, Molbergen-Peheim, Osnabrück (Bramsche-Schleptruper Egge), Visselhövede - Nordrhein-Westfalen: Bielefeld (Hünenburg), Minden (Jakobsberg) - Sachsen: Dresden, Geyer, Leipzig, Löbau/Schafberg, Oschatz, Schöneck - Sachsen-Anhalt: Brocken, Burg, Petersberg, Wittenberg - Schleswig-Holstein: Flensburg, Heide, Kiel (Kronshagen), Lübeck (Stockelsdorf) - Thüringen: Erfurt-Hochheim, Gera, Inselsberg, Jena (Oßmaritz), Kulpenberg, Lobenstein (Sieglitzberg), Weimar (Ettersberg) |
| 7A NDR NDS HAN (D__00392)    | DAB+ Block des Norddeutschen Rundfunks - NDR 1 NDS HAN (Hannover) (104 kbps) - NDR 2 NDS (104 kbps) - NDR Kultur (104 kbps) - NDR Info NDS (104 kbps) - N-Joy (104 kbps) - NDR Blue (104 kbps) - NDR Schlager (104 kbps) - NDR Info Spezial (104 kbps) - NDR BWS (16 kbps) - ARD TPEG (16 kbps) | 2        | ND                                          | Alfeld (Reuberg), Bad Pyrmont, Celle, Hannover (Telemax), Hildesheim (Sibbesse), Hohe Egge (Süntel), Linsburg (Grinderwald), Stadthagen, Unterlüß (Südheide) |

### Digitales Fernsehen (DVB-T / DVB-T2)
Die Umstellung des Senders Sibbesse auf den DVB-T2-Standard mit HEVC Bildcodierung erfolgte am 29. März 2017. Optional lassen sich zusätzliche im NDR-Angebot und bei Freenet TV connect als Verknüpfung enthaltene Programme über eine Internetverbindung wiedergeben, falls das Empfangsgerät HbbTV (ab Version 1.5) unterstützt (NDR via IP: ARD-alpha HD, rbb Brandenburg HD, SR Fernsehen HD, SWR BW HD, …).
Folgende DVB-T2-Bouquets werden übertragen:
| Kanal | Frequenz (MHz) | Multiplex                                   | Programme im Multiplex | ERP (kW) | Antennen- diagramm rund (ND)/ gerichtet (D) | Polarisation horizontal (H)/ vertikal (V) | SFN mit |
| ----- | -------------- | ------------------------------------------- | --- | -------- | ------------------------------------------- | ----------------------------------------- | --- |
| 23    | 490            | ARD Digital (NDR)                           | - Das Erste HD - phoenix HD - arte HD - tagesschau24 HD - one HD Radio: - NDR Blue - NDR Info Spezial - NDR Kultur - NDR Schlager | 40       | D                                           | V                                         | Alfeld (Reuberg), Braunlage (Hütteberg), Braunschweig-Broitzem, Braunschweig-Innenstadt, Göttingen (Espol-Solling), Göttingen-Hetjershausen, Hannover (Telemax), Hannover-Hemmingen, Hildesheim (Sibbesse), Torfhaus (Harz-West) |
| 36    | 594            | Gemischter Multiplex von ZDF und freenet TV | - ZDF HD - 3sat HD - KiKa HD - ZDFneo HD - ZDFinfo HD - freenet TV connect (HbbTV-Dienst mit mehreren Streams, HbbTV v1.5 erforderlich) | 40       | D                                           | V                                         | Braunschweig-Broitzem, Braunschweig-Innenstadt, Hannover (Telemax), Hannover-Hemmingen, Hildesheim (Sibbesse), Wolfsburg |
| 40    | 626            | ARD regional (NDR) Niedersachsen            | - NDR Fernsehen HD (Niedersachsen) - WDR Fernsehen (Köln) HD - hr-Fernsehen HD / NDR FS HD (HH)(zeitw.) - mdr Fernsehen (Sachsen-Anhalt) HD / NDR FS HD (MV)(zeitw.) - BR Fernsehen Süd HD / NDR FS HD (SH)(zeitw.) Radio: - N-Joy - NDR 1 NDS HAN - NDR 2 - NDR Info | 50       | D                                           | V                                         | Alfeld (Reuberg), Braunlage (Hütteberg), Braunschweig-Broitzem, Braunschweig-Innenstadt, Göttingen (Espol-Solling), Göttingen-Hetjershausen, Hannover (Telemax), Hannover-Hemmingen, Hildesheim (Sibbesse), Torfhaus (Harz-West) |

 Sendeparameter 
| Verwendet von (HD-Programme pro Mux)   | Modulations- verfahren | Coderate | FFT-Modus    | Guard- intervall | Pilottöne       | Datenrate [Mbit/s] |
| -------------------------------------- | ---------------------- | -------- | ------------ | ---------------- | --------------- | ------------------ |
| ZDF (5)                                | 64-QAM                 | 3/5      | 16k extended | 19/128           | Pilot Pattern 2 | 22,0               |
| ARD Digital (NDR) (5) NDR regional (5) | 64-QAM                 | 1/2      | 16k extended | 19/128           | Pilot Pattern 2 | 18,2               |